# Onthophagus liopterus
Onthophagus liopterus là một loài bọ cánh cứng trong họ Bọ hung (Scarabaeidae).